# Verve Records
Verve Records o The Verve Music Group es una empresa de la industria musical y sello discográfico de los Estados Unidos que originariamente se especializó en música jazz.

## Historia
Verve Records fue fundada en 1956 por Norman Granz como resultado de la fusión de los sellos de  Granz Down Home, Norgran Records (fundado en 1953) y su sello más antiguo Clef Records, que databa de 1946. Del sello Clef surgieron los Jazz At The Philharmonic. How High The Moon con Ella Fitzgerald fue el primer álbum en vivo, que apareció en el mercado.  Con Ella Fitzgerald bajo contrato se sentarían las bases de Verve Records, empresa que ganaría en importancia de la mano de Fitzgerald.
La primera producción de Verve Records fue todo un éxito y se convirtió en un clásico del jazz americano: "Ella Fitzgerald Sings The Cole Porter Song Book”. Otros trabajos de Fitzgerald fueron garantes de los éxitos del sello discográfico. Fitzgerald consiguió en 1958 por sus interpretaciones en Duke Ellington y Irving Berlin el primer Grammy para una mujer del jazz. En total serían 7 los galardones Grammy que el sello conseguiría de la mano de Fitzgerald.
A comienzos de los años 1960 Verve comienza, con la concurrencia directa del sello Blue Note Records, a ampliar el abanico de su oferta; la discográfica comenzó a producir álbumes de música folk y lírica, y se subió también a la moda del rock & roll. Granz vendió su empresa en 1961 por aprox. 3 millones de euros al grupo mediático MGM retirándose a la vez del negocio tal y como se fijó en el contrato de venta.  Bajo la nueva dirección de Creed Taylor se contrató a estrellas como Stan Getz y se popularizó el estilo Bossa Nova de Joao Gilberto y Antonio Carlos Jobim. Taylor abandonó el sello en 1967 tras haber creado una división, Verve Folkways (más tarde rebautizada como Verve Forecast) dedicada a la música folk. Herb Alpert & The Tijuana Brass es un ejemplo de las producciones bajo la dirección de Taylor.
A finales de los años 1960 el sello, que se caracterizó por su flexibilidad, produjo bandas de música experimental como The Velvet Underground, Frank Zappa o The Mothers of Invention.
En 1972 el sello fue adquirido por el grupo Polygram. Inicialmente no se realizaron producciones, pero con la llegada del CD a comienzos de los años 1980 se lanzaron catálogos de sus títulos de jazz, rememorando viejos éxitos. Más tarde, el sello incorporaría también nuevas tendencias musicales. 
En 1998 el sello discográfico Verve se fusionó con Universal Music Group, el sello de Seagram y pertenece ahora a una serie de productoras como Universal Music, impulse!, GRP, EmArcy, Decca y MPS, entre otros, bajo el techo de Universal.
Desde 2002 la, ahora considerada, discográfica de segunda fila, publica música clásica remezclada.

## Artistas del sello
Instrumentalistas
- Coleman Hawkins
- Charlie „The Bird” Parker
- Count Basie
- Duke Ellington
- Oscar Peterson
- Dizzy Gillespie
- Bud Powell
- Lester Young
- Kid Ory
- Stan Getz
- Ben Webster
- Bill Evans
- Roy Eldridge
- Gerry Mulligan
- Buddy Rich
- Gene Krupa
- Illinois Jacquet
- Art Tatum
- Jimmy Smith
- Kurt Rosenwinkel
- Walter Wanderley
- Cal Tjader

Solistas
- Bing Crosby
- Billie Holiday
- Ella Fitzgerald
- Natalie Cole
- Blossom Dearie
- João Gilberto
- Anita O’Day
- Carmen McRae
- Ricky Nelson
- Nina Simone
- Mel Tormé
- Laura Nyro
- Sally Kellerman
- Tom Jobim
- Diana Krall
- Sarah Vaughan
- John Lee Hooker
- Joe Williams
- Till Brönner
- Lizz Wright
- Melody Gardot
- Astrud Gilberto
- Michelle Branch

Bandas
- Talk Talk
- The Mothers of Invention
- The Skylarks
- The Righteous Brothers
- The Velvet Underground